# سايبر تراك
سايبر تراك أو تيسلا سايبر تراك (بالإنجليزية: Tesla Cybertruck)‏ هي سيارة كهربائية تعملُ بالبطارية من صنعِ وتطويرِ شركة تيسلا موتورز التي أعلنت عن ثلاثة طُرز منها مع تقديرات سرعة تتراوحُ ما بين 250–500 ميل (400–800 كـم) إلى 250–500 ميل (400–800 كـم) ووقت إقلاعٍ يُقدَّر بـ 6.5 إلى 2.9 ثانية اعتمادًا على الطراز.
يتمثل الهدف المعلن لشركة تيسلا في تطوير سايبر تراك في توفير بديلٍ للطاقة المستدامة للشاحنات التي تعمل بالوقود الأحفوري والتي تبلغُ قرابة 6500 شاحنة تُباع يوميًا في الولايات المتحدة. من المتوقع أن يكون سعر هذه السيارة الكهربائية 39,900 دولار لتلك التي تعملُ عبر الدفع بالعجلات الخلفية بينما ستبلغُ تلك التي تعمل بنظام الدفع الرباعي 60000 دولار فما فوق.

## الخط الزمني
في عامي 2012 و2013 ناقشَ إيلون ماسك رغبتهُ في تصميمِ وتطوير سيارة قوية وبدأ في إجراء مُقارنات مع فورد إف 250. في أوائل عام 2014؛ توقَّعَ ماسك بدء العمل على المنتج بعد 4 إلى 5 سنوات. في منتصف عام 2016؛ حدّد ماسك نوعية السيارة التي تحدث عنها من قبل وكيف ستكون؛ كما بيَّن أنها قد تستخدمُ نفس الهيكل القاعدي للشاحنات الصغيرة. أثناءَ الكشف عن تيسلا سيمي وتيسلا رودستر في تشرين الثاني/نوفمبر 2017؛ تمَّ عرضُ صورة لشاحنة صغيرة يمكنها حمل شاحنة صغيرة أخرى كنوعٍ من «الإعلان التشويقي» للسيارة القادمة التي كان يُعدّ لها منذ ما يقرب من الخمس سنوات.
اعتبارًا من أواخر عام 2018؛ كانت شركة تيسلا تعمل على طريقتين لمشروع «السيارة القويّة»:
- استخدام هيكل مرسيدس بنز سبرينتر
- تصميم وتصنيع السيارة بالكامل

بحلول شُباط/فبراير 2019؛ صرَّح الرئيس التنفيذي لشركة دايملر دايتر زيتشي (بالإنجليزية: Daimler Dieter Zetsche)‏ أنَّ المحادثات مع شركة تيسلا كانت قد بدأت من قبلُ ولا زالت جارية. في آذار/مارس 2019؛ وعقبَ إطلاق تيسلا موديل واي قام إيلون ماسك بتوزيع صورة تشويقية لمركبة وُصفت بأنها تحمل طراز سايبربانك أو بلاد رانر مع شكلٍ يُشبه ناقلة الجنود المدرعة. في منتصف عام 2019؛ تمَّ تحديد قدرة القُطر للسيارة لمعادلة أو تجاوز فورد إف-150. الجدير بالذكرِ هنا أنَّ ماسك كان قد تحدث فيما قبل عن خططٍ لتطويرِ أو تصميمِ لسيارة برمائية تُشبه لتلك التي ظهرت في فيلم الجاسوس الذي أحبني ثمَّ قام في وقتٍ لاحقٍ بشراء نفس السيارة التي استُعملت في الفيلم.

## المميزات

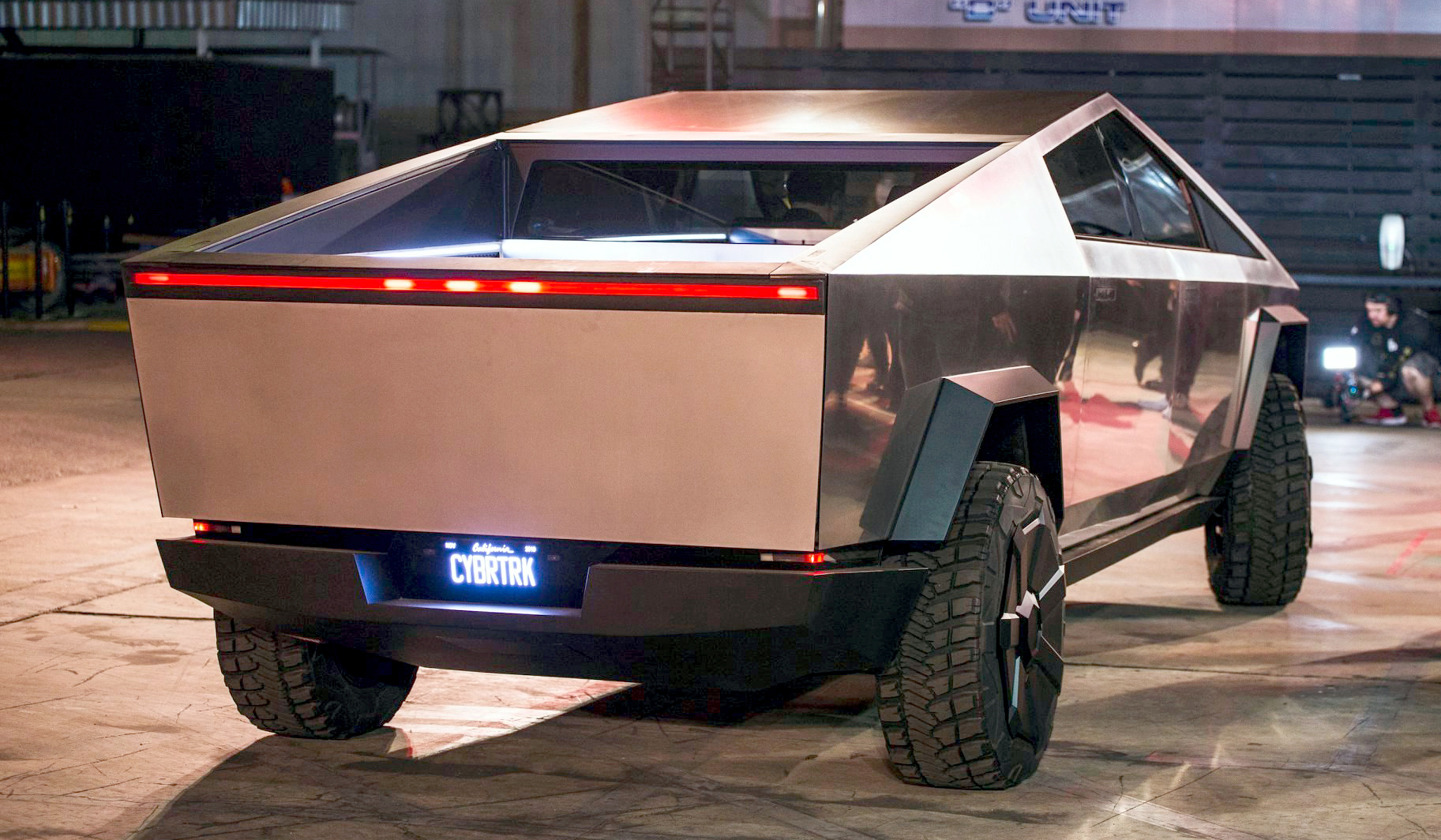
الجزء الخلفي من تيسلا سايبر تراك مع باب خلفي وشريط ضوئي أحمر

ستحتوي بعض الطرز على نظام دفعٍ رباعي بينما ستحتوي طُرزٌ أخرى على نظام دفع عبر العجلات الخلفيّة فقط. تشملُ الميزات القياسية الأخرى محولات الطاقة على متنِ السيّارة لتزويدِها بالكهرباء اللازمة مما يسمحُ باستخدامِ أدوات الطاقة بدون مولدٍ محمولٍ. سيتمُّ تضمينُ ضاغط الهواء لتشغيل الأدوات الهوائية؛ فيما سيكون الغطاء الخارجي للسيّارة مقاومًا للرصاصِ عيار 9 مم. من المتوقّع أيضًا أن توفر شركة تيسلا لكلّ الطرز الأجهزة اللازمة للتشغيل والتحكّم الذاتي بالكامل. في تشرين الثاني/نوفمبر 2019؛ أعلنت الشركة المُصنِّعة عن بدءِ استقبال طلبات الشراء المسبقة بقيمة 100 دولار على عدّة دُفعات مع خيار القيادة الذاتية الكاملة بقيمة 7000 دولار على عدّة دُفعات أيضًا.
يتضمَّنُ الجزء الداخلي من النموذج الأولي الذي تم كشفُ النقاب عنه في 21 تشرين الثاني/نوفمبر 2019 شاشة عرض مركزية مقاس 17 بوصة ومقاعد لستة أشخاص بما في ذلك المقعد الأوسط الأمامي القابل للطيّ لأسفل بالإضافةِ إلى مرآةٍ قائمةٍ على كاميرا الرؤية الخلفية الرقمية.

## التصميم
تستخدم سايبر تراك بُنية أحادية – تُعرف باسمِ الهيكل الخارجي وسُمّيت من قبل تيسلا بذاك الاسم لأغراض التسويق – مثل معظم السيارات لكنها مختلفة من حيث الهيكل العام الذي يُشبه إلى حدٍ ما هيكل الشاحنات أو بالأحرى السيارات المدرّعة. يبلغُ سمك الهيكل 3 مـم (0.12 بوصة) وهو مكوّنٌ من ألواحٍ من الصلب المقاوم للصدأ والتي لا يمكن ختمها مثل قطع غيار السيارات التقليدية. لا يُمكن ثني الألواح إلا على طول الخطوط المستقيمة؛ مما ينتج عنه تصميمٌ مميزٌ للأوجه فيما يُشبه الأوريغامي.

## المواصفات
يُشبه ناقل الحركة طراز S/X معَ محركٍ خلفي استقرائي ومغناطيس دائم من الطراز 3. الإصدارات الأخرى تتوفّرُ على محركٍ خلفي واحد؛ أو محركٍ ثلاثي واحدٌ أمامي ومحركانِ خلفيان. على غرار عروض سيارات تيسلا الأخرى؛ يُمكن للعملاء طلب برنامج القيادة الذاتية مُسبقًا معَ إضافة مبلغ إضافيّ قدره 7000 دولار بالإضافةِ إلى سعر التهيئة.
| النموذج    | المدى               | 0–60 ميل/س (0–97 كم/س) | السرعة القصوى        | الحمولة               | قدرة السحب                | السعر (بالدولار الأمريكي) |
| ---------- | ------------------- | ---------------------- | -------------------- | --------------------- | ------------------------- | ------------------------- |
| محرك واحد  | 250 ميل (400 كـم)   | <6.5 ثانية             | 110 ميل/س (180 كم/س) | 3,500 رطل (1,600 كـغ) | ≥ 7,500 رطل (3,400 كـغ)   | $ 39,900                  |
| محرك مزدوج | ≥ 300 ميل (480 كـم) | <4.5 ثانية             | 120 ميل/س (190 كم/س) | 3,500 رطل (1,600 كـغ) | ≥ 10,000 رطل (4,500 كـغ)  | $ 49,900                  |
| محرك ثلاثي | 500 ميل (800 كـم)   | أقل من 2.9 ثانية       | 290 ميل/س (470 كم/س) | 3,500 رطل (1,600 كـغ) | 14,000 رطل (6,400 كـغ) ين | 6000000$                  |

## إزاحة الستار

### التخطيط
ردًا على استفسارات حول تاريخ كشف النقاب؛ ذكر إيلون ماسك في 27 تمّوز/يوليو 2019: «نحنُ قريبون ... ربما سنكشفُ عنها بعد شهرين أو ثلاث» ما يعني أواخر عام 2019. كان من المقرر أن يتم كشفُ النقاب في 21 تشرين الثاني/نوفمبر 2019 في ستوديو تيسلا ديزاين (بالإنجليزية: Tesla Design Studio)‏ بجوارِ مقر سبيس إكس في لوس أنجلوس.

### العرض
خلال العرض التقديمي؛ حاولَ ماسك إظهار متانة السيارة وموادها؛ وعلى الرغم من اختبارات السقوط الناجحة التي أُجريت على جزءٍ من زجاج سايبر تراك واختبار ما قبل العرض حينما تمَّ إلقاء كرة فولاذية على نوافذ السيارة نفسها بواسطةِ رئيس التصميم فرانز فون هولزهاوزن دون أي ضررٍ على ما يبدو، فقد تعرضت النوافذ للتلف عندما كرّر هولزهاوزن الاختبار أثناء العرض بينما صاحَ ماسك مازحًا أن «الكُرَة لم تَنجح» مؤكدّا على أن الشركة ستُصلح الأمور في ما بعد وذلك عقبَ هذه النتائج غير المتوقعة. أوضحَ إيلون ماسك لاحقًا أن النوافذ قد تعرضت لأضرار لأن تأثير المطرقة على الباب قد صدَّعَ قاعدة الزجاج.

### التفاعل
تمَّت تغطية حدث كشف النقاب عن سايبر تراك بشكلٍ كبيرٍ من قِبل وسائل الإعلام وفي مواقع التواصل الاجتماعي التي أعرب فيها عددٌ من المستخدمين عن عدم إعجابهم بالمظهر الخارجي للسيّارة.  في 23 تشرين الثاني /نوفمبر؛ غرّد إيلون ماسك على حسابه الشخصي في موقع تويتر بإحصائيات عن سيارة سايبر تراك مؤكدًا أن شركة تيسلا موتورز قد تلقَّت 14,6000 طلبًا مسبقًا للشراء في أول 36 ساعة بعد الكشف – يتطلَّبُ طلب الشراء المسبق إيداعًا قابلاً للاسترداد بقيمة 100 دولار أمريكي – مع اختيار 42% سيارة من طراز المحرك المزدوج، 41% من طراز المحرّك الثلاثي و17% من طِراز المحرك الأحادي. ارتفعَ عددُ طلبات الشراء في 25 تشرين الثاني/نوفمبر 2019 إلى أكثر من 200,000. تصدَّرت سايبر تراك العناوين الرئيسية؛ كما حصلت تغريدة على تويتر تُظهر سحب سايبر تراك لسيارة منافِسة في حدثٍ شبيهٍ بأسلوب الحرب على 14 ألف تعليق و619 ألف إعجاب.

## الإنتاج
كان من المقرر أن يبدأ إنتاج سايبر تراك في أواخر عام 2021 ويتوسع لتقديم المزيد من التكوينات بحلول عام 2022. في الولايات المتحدة وحدها؛ يبلغُ إجمالي سوق شاحنات البيك أب كبيرة الحجم أكثر من مليوني سيارة سنويًا؛ ولقد قيل إن سايبر تراك ستكونُ قادرةً على الاستفادةِ من شبكات تيسلا الواسعة والكبيرة لتوليد الدخل.